# Dreams of Freedom: Ambient Translations of Bob Marley in Dub
Dreams Of Freedom: Ambient Translations of Bob Marley in Dub est un album de remix du répertoire de Bob Marley and the Wailers, produit et réalisé par le bassiste américain Bill Laswell d'après un concept artistique développé par le producteur jamaïcain Chris Blackwell.
L'album se présente comme un mix continu où les onze titres s'enchaînent pour former une unique pièce de style ambient, avec de grandes nappes synthétiques et cet effet de « souffle » caractéristique des productions minimalistes. Tous les effets propres à la production de dub sont également présents : écho sur les voix, delay[Quoi ?] et reverb[Quoi ?] sur les skanks et la rythmique, bruitages, sirènes et ligne de basse mise en avant.

## Liste des titres
1. Rebel Music (3 O'Clock Road Block) - 10:20
2. No Woman, No Cry - 4:11
3. The Heathen - 8:37
4. Them Belly Full (But We Hungry) - 5:57
5. Waiting in Vain - 4:42
6. So Much Trouble in the World - 4:47
7. Exodus - 8:57
8. Burnin' and Lootin' - 4:10
9. Is This Love - 4:31
10. One Love (People Get Ready) - 4:14
11. Midnight Ravers - 6:24

## Crédits
- Bob Marley : voix
- Bill Laswell : basse, remixage, production
- Chris Blackwell : direction artistique
- Karl Berger : clavier
- Aiyb Dieng : percussions
- Tetsu Inoue : machines